# Carlo Genta
Gian Carlo Genta detto Carlo Genta (Pavia, 29 febbraio 1968) è un giornalista, conduttore televisivo e conduttore radiofonico italiano.

## Biografia

### Radio
È conduttore e autore del programma Tutti convocati, che va in onda ogni giorno in diretta su Radio 24, in coppia con Pierluigi Pardo, dove è redattore responsabile dei servizi sportivi presso la redazione news; inoltre ha svolto attività di coordinamento dei servizi sportivi all'interno dei GR.
Ha seguito come inviato i Giochi olimpici di Atene 2004 e quattro edizioni del Giro d'Italia (dal 2000 al 2003), e ha condotto da studio programmi e speciali dedicati a: Europei di calcio 2000, 2004, 2008; Mondiali di calcio 2002 e 2006; Giochi olimpici di Sydney 2000.

### TV
È stato autore e conduttore del talk show sportivo Lo spogliatoio, andato in onda su Gazzetta TV.

### Giornalismo
Collabora con il quotidiano La Provincia Pavese, ed è stato direttore responsabile della rivista Volleyball Hi-Tech, dal 1998 al 1999. Ha collaborato con altri quotidiani del gruppo Finegil-L'Espresso e periodici quali Superbasket, Giganti del Basket, Guerin Sportivo.
Ha tenuto presso l'Università degli Studi di Pavia il corso di Laboratorio di comunicazione radiofonica, inserito nel piano di studi del CIM. Ha tenuto lezioni ad un Master di Comunicazione presso lo IULM di Milano, con oggetto di comunicazione radiofonica, costruzione di giornali radio e di programmi in diretta, conduzione di programmi e gestione del dibattito radiofonico.
Collabora con i Master organizzati dal gruppo Il Sole 24 Ore.